# Las afinidades electivas (película)
Las afinidades electivas (en italiano Le affinità elettive y en francés Les affinités électives) es una coproducción franco-italiana de Paolo y Vittorio Taviani realizada en 1996 y protagonizada por Isabelle Huppert. Se basa libremente en la novela Las afinidades electivas de Johann Wolfgang von Goethe, siendo en esta versión la Toscana natal de los realizadores el escenario de la historia.

## Sinopsis
A finales del siglo XVIII, tras varios años de separación, el barón Edoardo y la condesa Carlotta vuelven a encontrarse en una recepción. En el pasado se habían amado con pasión y deciden casarse en la basílica de San Miniato al Monte, que cada uno aprecia por diferentes razones. Un año más tarde, cuando la pareja parece haber alcanzado lo que se proponía, en los dominios que Edoardo ha heredado, el barón invita contra el deseo de su esposa a un amigo de infancia, el arquitecto Ottone. Los presentimientos de Carlotta resultan justificados, pues aunque su presencia trae felicidad y satisfacción, también arroja confusión sentimental en el hogar. Aconsejada por Carlotta, su hija adoptiva Ottilia también se une al grupo.

## Reparto
- Isabelle Huppert como Carlotta.
- Fabrizio Bentivoglio como Ottone.
- Jean-Hugues Anglade como Edoardo.
- Marie Gillain como Ottilia.
- Massimo Popolizio como el marqués.
- Laura Marinoni como la marquesa.
- Consuelo Ciatti como el regidor.
- Stefania Fuggetta como Agostina.
- Massimo Grigo como el camarero.
- Adelaide Foti como Albergatrice.
- Giancarlo Carboni como el doctor.